# La stanza del figlio
La stanza del figlio é um filme de drama italiano de 2001 dirigido e escrito por Nanni Moretti. Foi selecionado como represente da Itália à edição do Oscar 2002, organizada pela Academia de Artes e Ciências Cinematográficas.

## Elenco
- Nanni Moretti - Giovanni
- Laura Morante - Paola
- Jasmine Trinca - Irene
- Giuseppe Sanfelice - Andrea
- Sofia Vigliar - Arianna
- Renato Scarpa
- Roberto Nobile
- Paolo De Vita - pai de Luciano
- Roberto De Francesco
- Claudio Santamaria
- Antonio Petrocelli - Enrico
- Lorenzo Alessandri - pai de Filippo
- Alessandro Infusini - Matteo
- Silvia Bonucci - Carla
- Marcello Bernacchini - Luciano